# Inspecteur Gadget (film)
Pour les articles homonymes, voir Inspecteur Gadget.
Série
Inspecteur Gadget 2
(2003)
Pour plus de détails, voir Fiche technique et Distribution.
Inspecteur Gadget (Inspector Gadget) est un film d'aventures américain  réalisé par David Kellogg et sorti en 1999. Il est inspiré de la série télévisée d'animation Inspecteur Gadget (1983).

## Synopsis
John Brown, simple gardien de parking des laboratoires Bradford (Riverton, Ohio) rêve en secret de conquérir le cœur de Brenda, la fille du professeur Artemus Bradford.
L'avenir lui donnera sa chance. Alors que Brenda et son père mettent au point les éléments d'un cyber-policier, des malfaiteurs envisagent de cambrioler les laboratoires. Et c'est là que John fera preuve d'un héroïsme qui, hélas n'empêchera pas le meurtre du père de Brenda. Elle récompensera John en faisant de lui le cobaye qui servira à créer le premier prototype de cyber-policier.

## Fiche technique
- Titre : Inspecteur Gadget
- Titre original : Inspector Gadget
- Réalisation : David Kellogg
- Scénario : Kerry Ehrin, Zak Penn, Dana Olsen
- Musique : John Debney
- Photographie : Adam Greenberg
- Production : Roger Birnbaum, Andy Heyward, Jordan Kerner
- Producteur exécutif : Jon Avnet, Barry Bernardi, Jonathan Glickman, Aaron Meyerson, Ralph Winter
- Coproducteur : Lou Arkoff, Jean Chalopin
- Société de production : Caravan Pictures, États-Unis ; Disney Channel, États-Unis ; DiC Entertainment, États-Unis Walt Disney Pictures
- Budget : 75 millions de dollars
- Pays d'origine :  États-Unis
- Langue originale : anglais
- Format : couleur - son Dolby Digital DTS - 35 mm
- Genre : Comédie, action et science-fiction
- Durée : 79 minutes
- Dates de sortie[1] :
  - États-Unis : 23 juillet 1999
  - France : 20 octobre 1999

## Distribution
- Matthew Broderick (VF : Jean-Pierre Michaël ; VQ : Alain Zouvi) : l'officier John Brown / l'inspecteur Gadget/RoboGadget
- Rupert Everett (VF : Edgar Givry ; VQ : Daniel Picard) : Sanford Scolex / Docteur Gang
- Joely Fisher (VF : Odile Cohen ; VQ : Hélène Mondoux) : Dr Brenda Bradford / RoboBrenda
- Michelle Trachtenberg (VF : Lucile Boulanger ; VQ : Claudia-Laurie Corbeil) : Sophie (Penny au Québec)
- Michael G. Hagerty (VF : Jean-Michel Farcy) : Sikes (Einstein en VF)
- Dabney Coleman (VF : Michel Fortin ; VQ : Yvon Thiboutot) : le chef Gontier (Quimby au Québec)
- D. L. Hughley (VF : Emmanuel Curtil ; VQ : Daniel Lesourd) : Gadgetmobile (voix)
- Rene Auberjonois (VF : Rémy Darcy) : Artemus Bradford
- Andy Dick (VF : Jérôme Pauwels) : Kramer (Albert en VF)
- Frances Bay (VF : Katy Vail) : Thelma
- Cheri Oteri : la maire Wilson
- Norman Fessler : le serveur
- Mister T. : lui-même (caméo)
- Richard Kiel : Requin (caméo)
- Richard Lee-Sung : Oddjob (caméo)
- Cliff Emmich : le conducteur de bus

## Commentaires
Ce film connut un petit succès aux États-Unis avec une recette de 97 403 112 $ pour un budget de 75 millions de dollars
L'équipe utilisa une demi-douzaine de Lincoln Continental pour construire la Gadgeto-mobile. Ces « belles Américaines » d'antan furent entièrement désossées, remontées, trafiquées, renforcées et adaptées à des fonctions spécifiques. La première Gadgeto-mobile est dotée d'une bouche et d'une paire d'yeux radioguidées ; la deuxième sait parler ; la troisième sert aux cascades ; deux autres, montées sur des châssis Porsche et Audi, servent aux séquences de course ; la sixième est équipée d'un tableau de bord rutilant à souhait, équipée de deux (vrais) ordinateurs et d'un distributeur de boissons et de bonbons. Chesney et son équipe avaient aussi en réserve deux doublures prêtes à l'usage en cas de pépin. L'une de celles-ci, montée sur huit pompes hydrauliques, était même susceptible de faire des bonds de trente centimètres.
On trouve également dans le film, un plan de caméra montrant un panneau avec un nom de rue : Whyworry st. C'est là un clin d’œil au dessin animé Oliver et Compagnie qui avait remporté le Golden Globe de la meilleure chanson originale pour la chanson Why Should I Worry? en 1989.
A noter que le doublage québécois du film n'a plus été utilisé après sa sortie cinéma; toutes les sorties en vidéo francophones qui ont suivi contiennent la version française européenne.

## Suite
Une suite voit le jour en 2003 : Inspecteur Gadget 2 (Inspector Gadget 2) d'Alex Zamm avec French Stewart et Elaine Hendrix.